# Liste der Baudenkmäler im Wuppertaler Wohnquartier Lüntenbeck
Die Liste der Baudenkmäler im Wuppertaler Wohnquartier Lüntenbeck enthält die denkmalgeschützten Bauwerke auf dem Gebiet von Wuppertal-Lüntenbeck in Nordrhein-Westfalen (Stand: November 2011). Diese Baudenkmäler sind in der Denkmalliste der Stadt Wuppertal eingetragen; Grundlage für die Aufnahme ist das Denkmalschutzgesetz Nordrhein-Westfalen (DSchG NRW).

## Auszug aus der Denkmalliste

### Eingetragene Baudenkmäler
| Bild           | Bezeichnung | Lage               | Beschreibung                            | Bauzeit                      | Eingetragen seit | Denkmal- nummer |
| -------------- | ----------- | ------------------ | --------------------------------------- | ---------------------------- | ---------------- | --------------- |
| weitere Bilder | Wasserburg  | Lüntenbeck 1 Karte | ehemalige Wasserburg Schloss Lüntenbeck | 1217/18. und 19. Jahrhundert | 1. August 1984   | 66 Wikidata     |

### Baudenkmäler in Bearbeitung
Folgende Objekte werden noch geprüft oder ihr Status ist in der Denkmalliste nicht klar ersichtlich.
| Bild           | Bezeichnung | Lage                    | Beschreibung                                                                        | Bauzeit | Eingetragen seit | Denkmal- nummer |
| -------------- | ----------- | ----------------------- | ----------------------------------------------------------------------------------- | ------- | ---------------- | --------------- |
| weitere Bilder | Brücke      | Lüntenbeck Heuweg Karte | Bestandteil der Rheinischen Bahnstrecke, als Denkmal klassifiziert (ohne D-Nummer). | 1877    |                  | 0               |